# Steigeisen

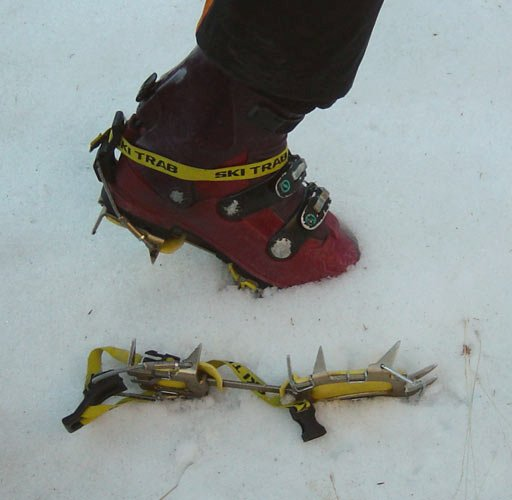
Steigeisen mit Kipphebel an einem Tourenskischuh

Steigeisen sind ein Ausrüstungsgegenstand des hochalpinen Bergsteigers. Sie werden am Schuh befestigt und dienen einer sicheren Fortbewegung auf Schnee- und Firnfeldern, Eisflächen und Gletschern.

## Geschichte

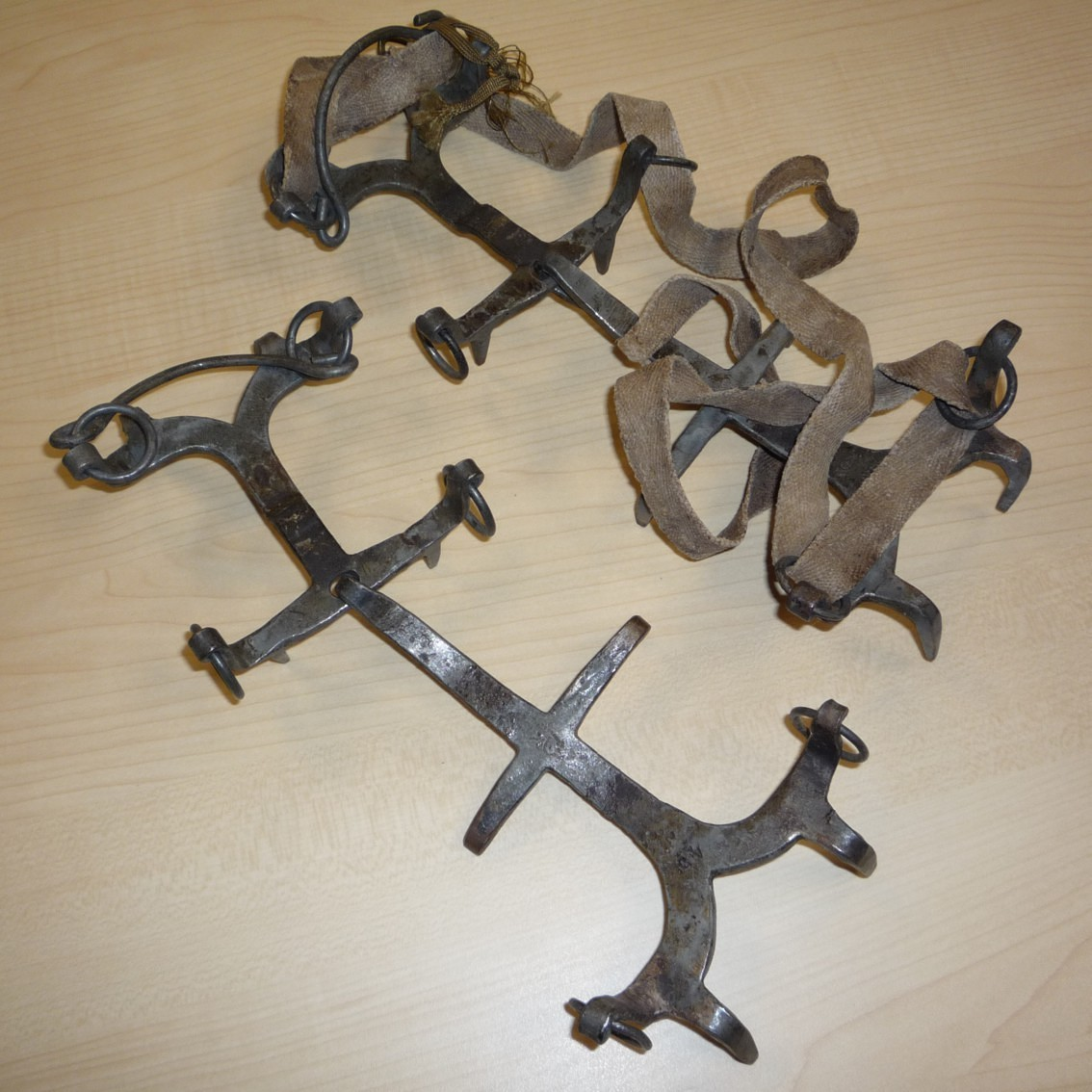
Achtzackige geschmiedete Steigeisen, Ende 19. Jahrhundert

In Europa findet sich der erste Hinweis auf Steigeisen am Konstantinsbogen im antiken Rom (312 n. Chr.). Nach Tertullian (* um 150; † um 230) sollen sie von Spionen erfunden worden sein, um sich in schwierigem Gelände sicher bewegen zu können. 1574 beschreibt Josias Simler (* 1530; † 1576) in seiner Abhandlung DE ALPIBVS COMMENTARIVS eiserne Dreizacker, die wie Grödeln unter die Schuhe, die noch keine Profilsohlen hatten, geschnallt werden können (soleas ferreas, deutsch: Hufeisen). 1588 gab es bereits vierzackige Eisen für Holzarbeiter, Jäger und Mineraliensucher. In der ersten Hälfte des 19. Jahrhunderts, als die Erschließung der Alpen im großen Maße begann, setzten sich die Geräte verstärkt durch und waren, auf Maß geschmiedet, in zahlreichen Formen verbreitet. In der zweiten Hälfte des Jahrhunderts nahm die Zahl der Zacken zu und Steigeisen in der heute noch gebräuchlichen Form, die die ganze Schuhsohle umschließen, entstanden. Die Bergsteiger jener Zeit konnte man grob in zwei Fraktionen aufteilen: Die Tiroler, die Steigeisen grundsätzlich akzeptierten, und die Engländer, die sich als Puristen gegen das neue Gerät als „künstliche Hilfen“ stellten. Edward Whymper, einer der Erstersteiger des Matterhorns, nannte sie „artificial aids on which one cannot depend on dangerous slopes“ (künstliche Hilfsmittel, auf die man sich an gefährlichen Hängen nicht verlassen kann). Emil Zsigmondy meinte hingegen sinngemäß, die Bergführer in Zermatt würden deswegen keine Steigeisen verwenden, weil das Stufenschlagen damit überflüssig wäre und ihr Ansehen bei den Kunden Schaden erleide. Nicht zuletzt durch die Verwendung beim Militär setzten sich die Eisen schließlich in allen Gebirgen durch und sind heute fester Bestandteil der Hochtourenausrüstung.
Ein wesentlicher Förderer der Steigeisentechnik war Oscar Eckenstein mit der nach ihm benannten Eckensteintechnik. Diese ermöglichte vor der Entwicklung von Frontalzacken das Begehen von Firn- und Eisflanken bis zu 35° Neigung ohne Stufenschlagen durch den Einsatz aller Vertikalzacken (8 bis 10) eines Steigeisens.

## Bauweise

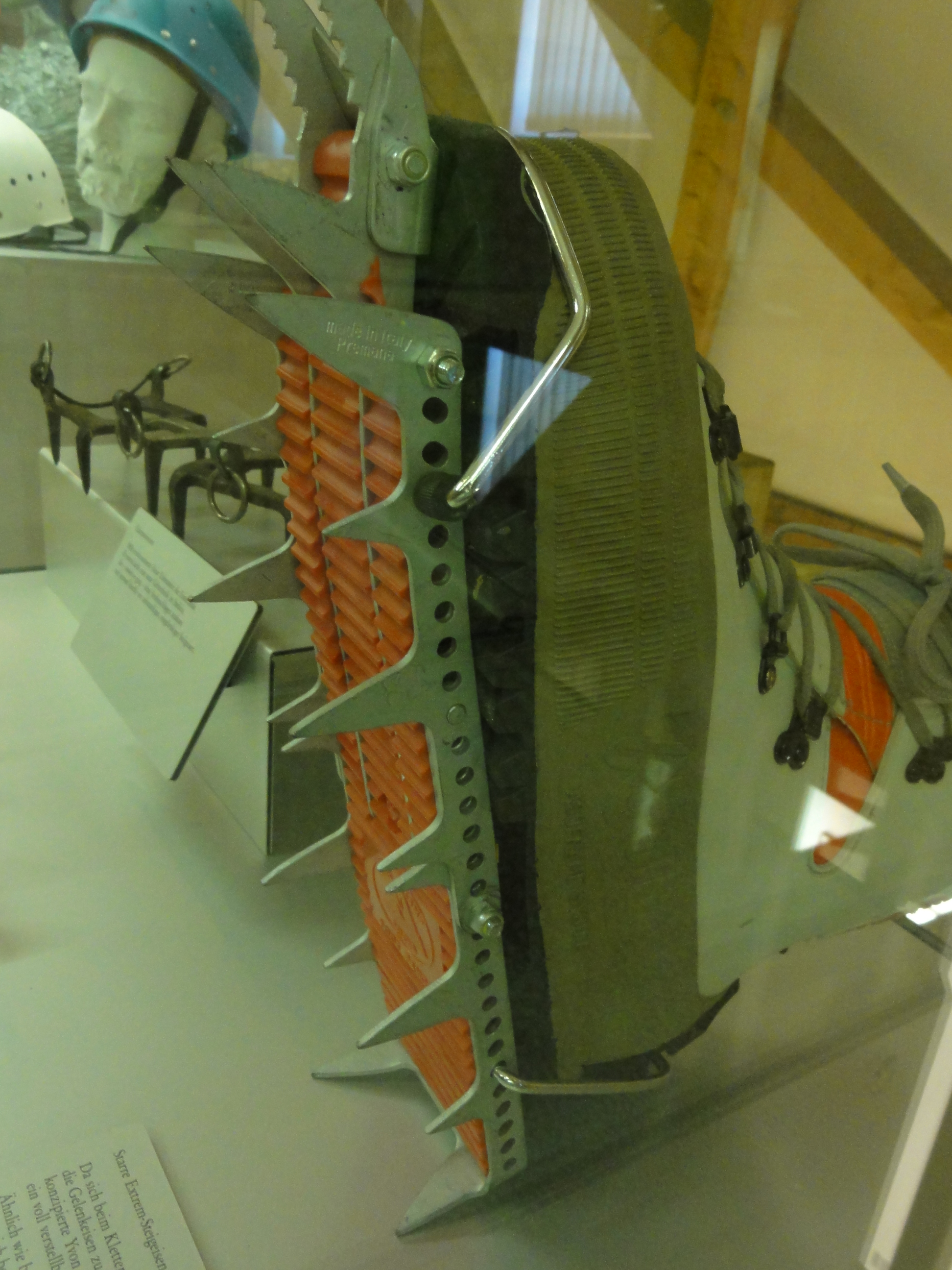
Starres Steigeisen mit Antistollenplatte

Steigeisen bestehen aus zwei beweglich miteinander verbundenen, durchbrochenen Stahlgrundplatten, für schwere Eistouren werden auch starre Verbindungen verwendet, weil auch der Schalenschuh eine starre Sohle hat.
An diesen Platten befinden sich neben der Schuhbefestigung eine Anzahl scharfer dreieckiger Zacken (7–12 Stück). Bei den Zacken wird zwischen zwei Typen unterschieden: Vertikalzacken und Frontalzacken. Vertikalzacken sind auf den beiden langen Seiten der Stahlgrundplatte angebracht. Das erste Paar Vertikalzacken steht dabei in der Regel mit einem Winkel < 90° ab, während die übrigen Vertikalzacken rechtwinkelig angebracht sind. Die Frontalzacken sind auf der Höhe der Schuhspitzen angebracht und zeigen schräg nach vorne. Vereinzelt findet man Steigeisen, die nur mit einem Frontzacken ausgestattet sind.
Das verwendete Material ist üblicherweise Stahl, jedoch kann aus Gewichtsgründen (unter Inkaufnahme einer kürzeren Lebensdauer) auch eine Aluminiumlegierung verwendet werden. Wegen der geringeren Härte sind Steigeisen aus Aluminium nicht für Touren in kombiniertem Gelände aus Eis und Fels oder auf blankem Eis geeignet. Steigeisen aus leichtem Titan sind auch vereinzelt am Markt anzutreffen. Je nach Legierung sind die Festigkeitswerte vergleichbar mit denen von Stahl.
Damit sich bei bestimmten Schneeverhältnissen keine Stollen zwischen den Zacken bilden, die eine erhöhte Unfallgefahr durch Abgleiten darstellen, weisen moderne Steigeisen sogenannte Antistollplatten aus glattem Gummi oder Kunststoff an ihrer Unterseite auf.

Insbesondere im modernen Mixed-Klettern werden Steigeisen mit einem zusätzlichen Fersensporn (Englisch spur) verwendet. Hierbei handelt es sich um zusätzliche Zacken an der Ferse, die in vielen Positionen ein Ausruhen durch Kopfüberhängen, etwa auch an den Eisgeräten, erlauben. In der Mixedkletterszene ist die Anwendung von Fersenspornen umstritten. Manche prominente Kletterer propagieren im Sinne eines sportlicheren und weniger techniklastigen Kletterstils den Verzicht auf Fersensporne bzw. deren beschränkten Einsatz.

## Verwendung

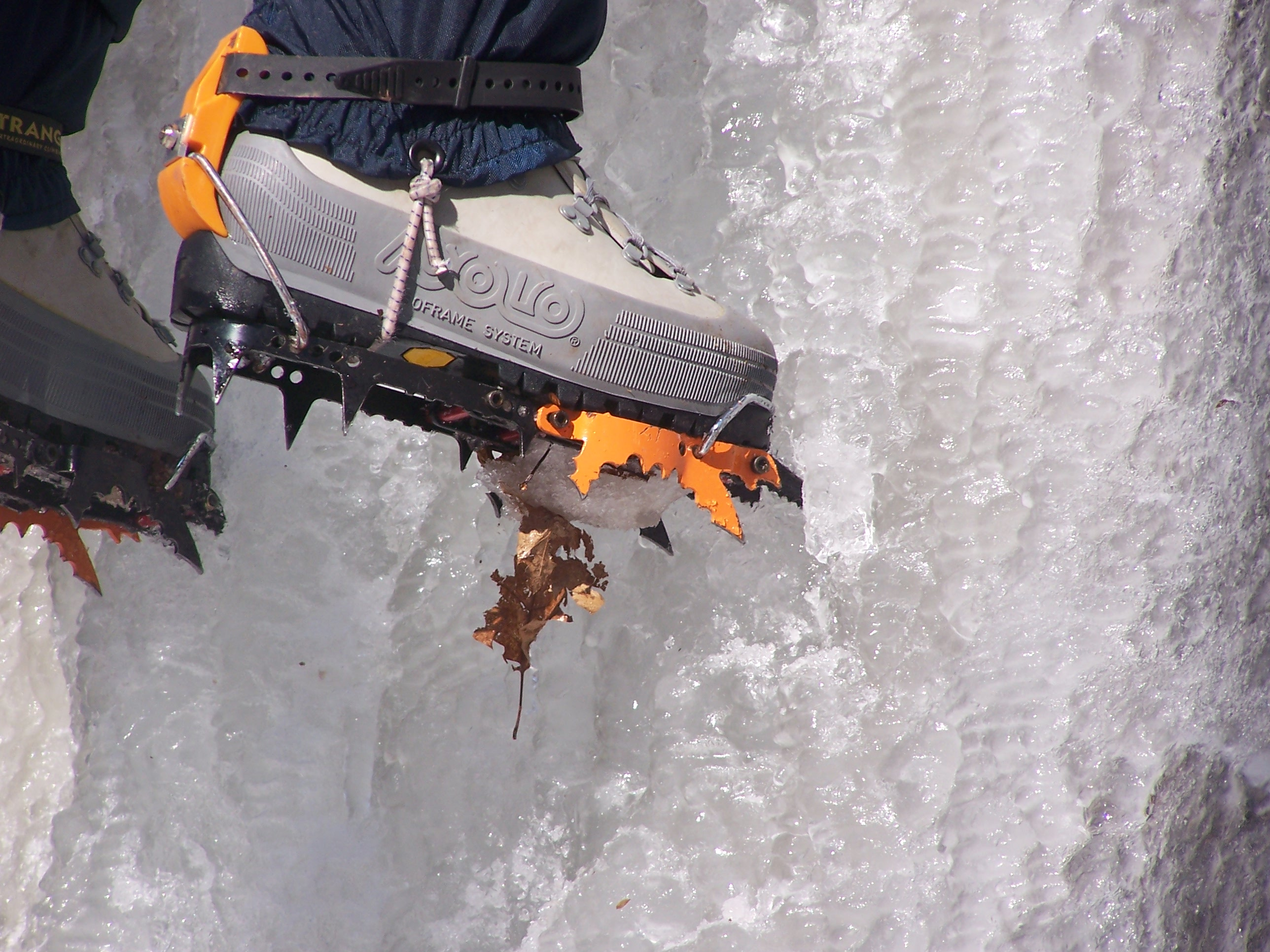
Frontalzackentechnik im steilen Eisgelände

Mit Hilfe von Steigeisen ist eine sichere Fortbewegung auf Schnee- und Firnfeldern, Eisflächen und Gletschern möglich. Im flachen und mittelsteilen Gelände bieten die Vertikalzacken ausreichend Halt, solange alle Zacken ins Eis eingesetzt werden. Mit zunehmender Steilheit setzen Bergsteiger stattdessen nur die etwas stabiler ausgeführten Frontalzacken und die vordersten Vertikalzacken ins Eis ein.
Zusätzliche Sicherheit bieten Eispickel bzw. Eisgeräte.

## Schuhbefestigung

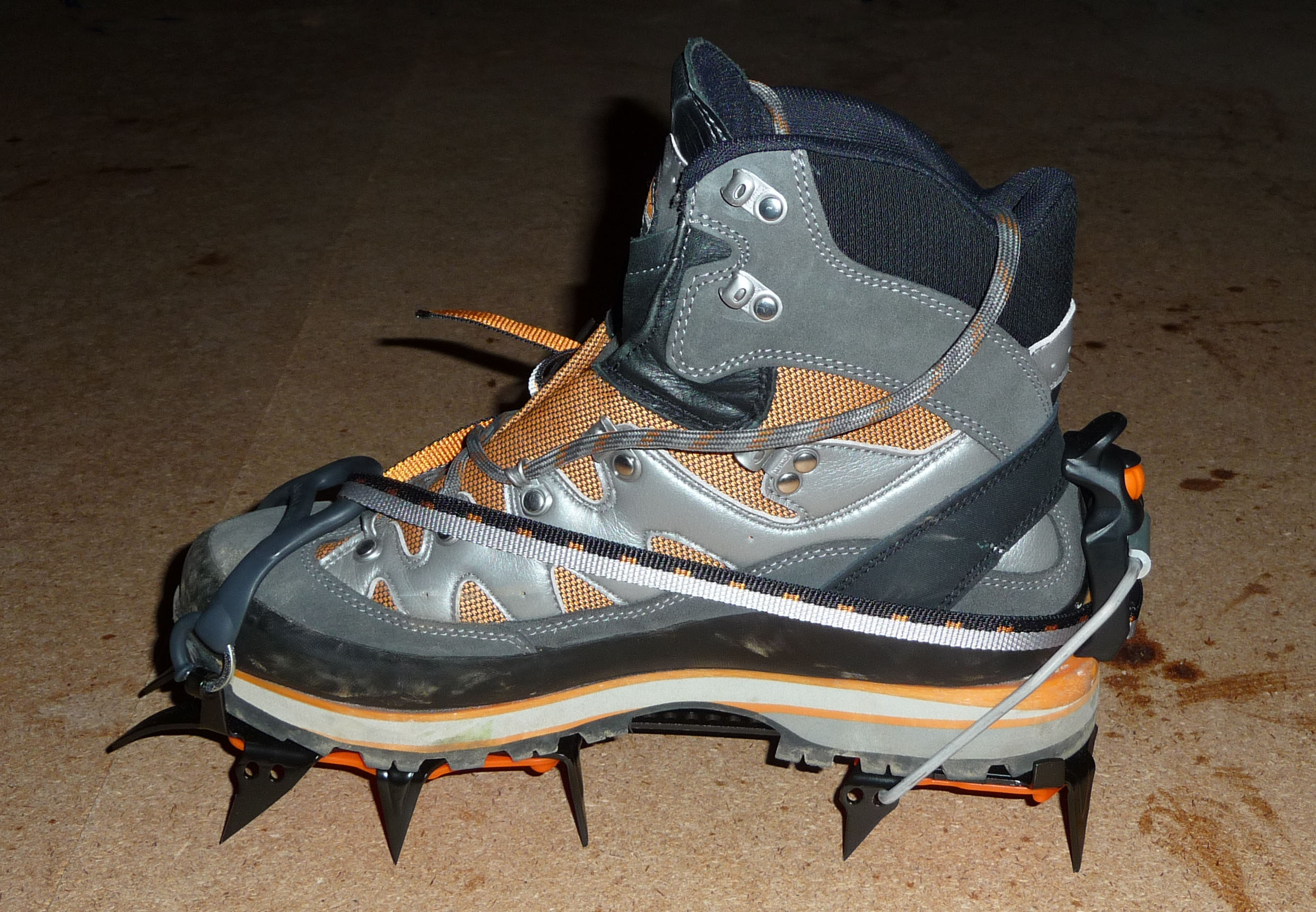
Moderner bedingt steigeisenfester Bergsschuh mit Steigeisen mit kombinierter Bindung (Fersenkipphebel, vorne Riemen)

Für die Befestigung am Bergschuh existieren zwei dominierende Konzepte: Bei der Riemenbindung erfolgt die Befestigung mit Nylon- oder Perlon-Riemen, die mit Hilfe von Dornenschnallen über dem Schuh verzurrt werden. Die Hebelbindung setzt steigeisenfeste Schuhe mit ausgeprägten Stegen am vorderen und hinteren Sohlenrand voraus. Das Steigeisen wird dann durch einen Bügel auf dem vorderen Sohlenrand und durch einen Kipphebel auf dem hinteren Rand am Schuh fixiert. Ein zusätzlicher Fangriemen vermeidet in der Regel unbeabsichtigtes Verlieren und ein Lösen des Kipphebels.
Kombinationen beider Befestigungssysteme sind ebenfalls erhältlich. Beispiel sind Steigeisen mit Körbchenbindung vorne und Kipphebelbindung hinten. Sie erlauben die Benutzung an Schuhen, bei denen der vordere Sohlenrand durch Felskontakt bereits abgenutzt ist.
Im Gegensatz zu Eisen mit Riemenbindung sind solche mit Hebelbindung schneller an- und abzulegen, was zu Zeitersparnis besonders bei Touren mit vielen Wechseln zwischen Fels- und Eis-Passagen führt. Außerdem führt die Riemenbindung zu einer Beeinträchtigung der Blutzirkulation im Fuß.

## Grödel, Leichtsteigeisen und andere Varianten

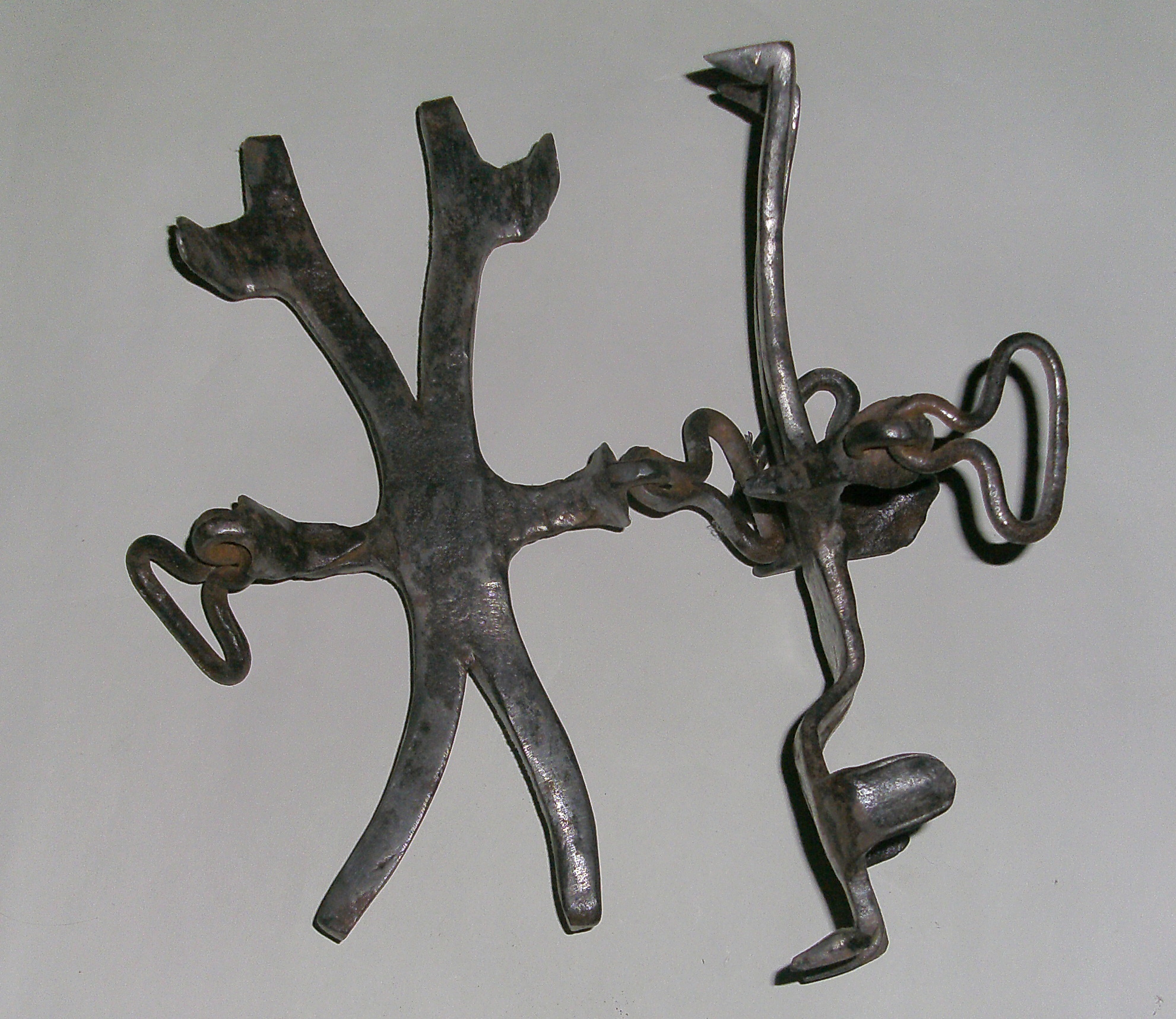
Historische Steigeisen für die Mahd sehr steiler Wiesen und für die Flößerei

Grödel sind leichte Steigeisen mit vier bis sechs Diagonalzacken. Sie sind geeignet als Steighilfen auf Firnflecken und schmalen Firnrinnen. Für kleine Firnfelder und kurze Gletscherquerungen sind darüber hinaus Leichtsteigeisen mit sechs bis acht Zacken geeignet.
Im Alpenraum wurden schon in früheren Jahrhunderten sogenannte Wiesmahdeisen (etwas länger als die Grödel) beim Heuen sehr steiler Hangwiesen und von den Flößern bei der Trift und Flößerei des Holzes auf den Flüssen benutzt.
Spezielle Anschnallkratzeisen sowie Schuhketten oder Schuhspikes für reguläres Schuhwerk und Arbeitsschuhe werden teilweise unter demselben Namen verkauft und gehandelt.
Beim Tricouni-Beschlag werden kleine eiserne Krallen seitlich an den vorderen Teil der Sohle genagelt. Unter der Ferse können zusätzlich hufeisenförmige Beschläge angebracht werden.
Daneben gibt es auch Maststeigeisen oder Baumeisen, die für das Klettern an hölzernen Masten (Maststeigerei) oder in Bäumen (Seilunterstützte Baumklettertechnik) konstruiert sind. Sie haben nur einen einzelnen, nach innen stehenden Dorn etwa auf Knöchelhöhe, der ins Holz getrieben werden muss. Sonst ist der Fußeinsatz dieser Klettertechnik ziemlich ähnlich dem alpinen Einsatz.
Das japanische Ashiko ist ein Steigeisen der Ninja, es wird an den Füßen befestigt um ein einfacheres Klettern oder bessere Bodenhaftung zu ermöglichen.

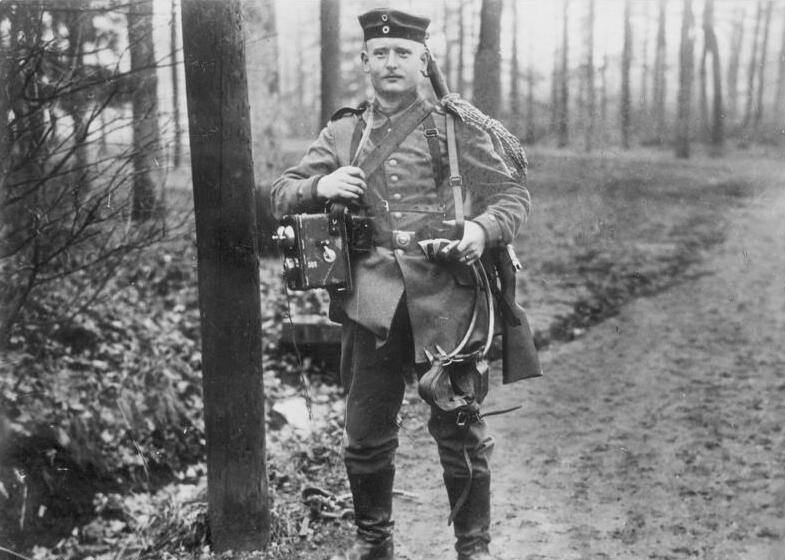
Feldmäßig bepackter deutscher Telegraphist mit Maststeigeisen in der linken Hand
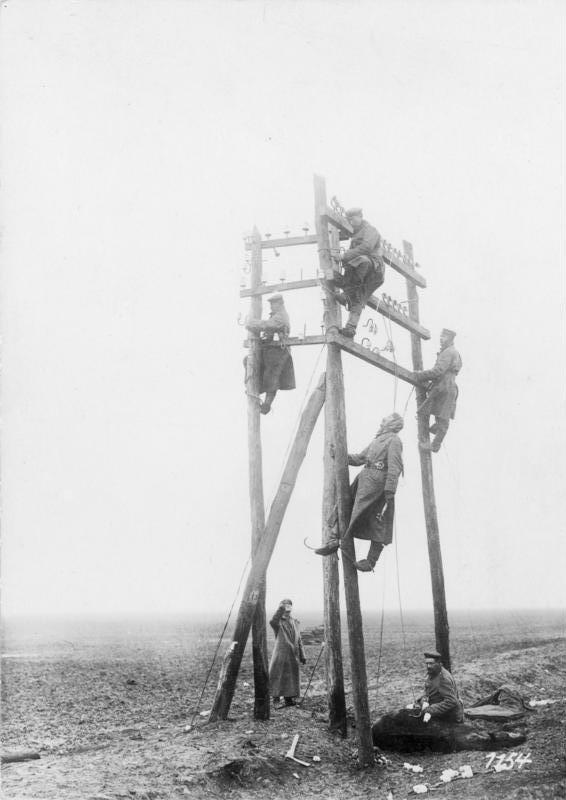
Telegraphentrupp bei der Arbeit mit Maststeigeisen
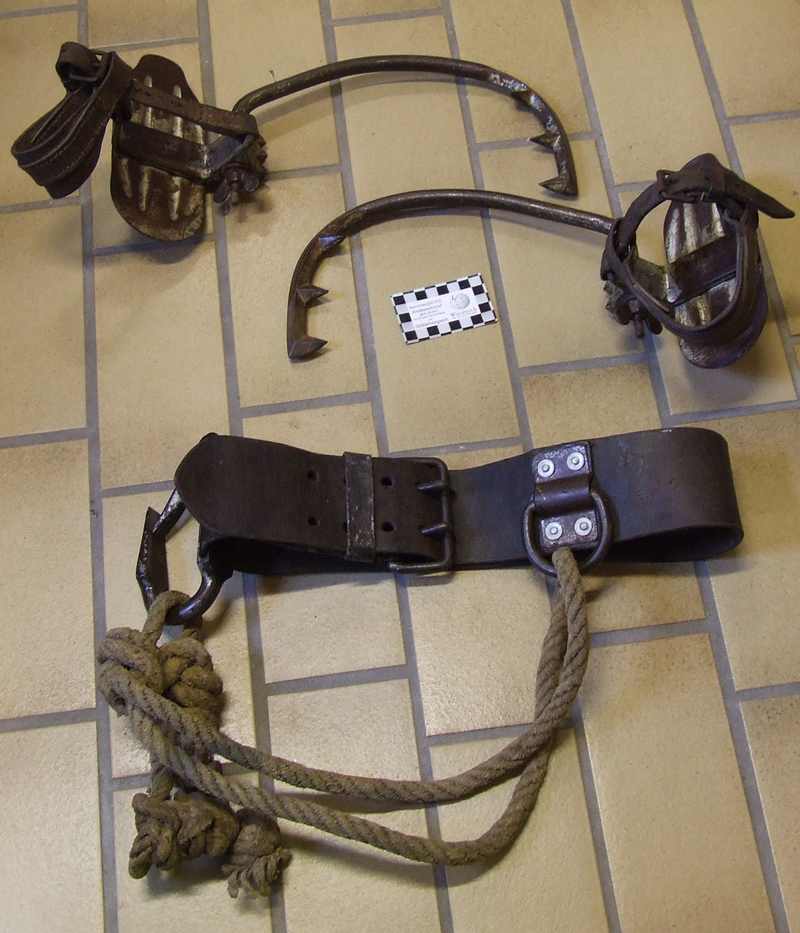
Maststeigeisen und Klettergurt für Holzmasten, welche meist für Telegrafenleitungen benutzt wurden

- Feldmäßig bepackter deutscher Telegraphist mit Maststeigeisen in der linken Hand
- Telegraphentrupp bei der Arbeit mit Maststeigeisen
- Maststeigeisen und Klettergurt für Holzmasten, welche meist für Telegrafenleitungen benutzt wurden